# ルーヴシエンヌ
ルーヴシエンヌ （Louveciennes）は、フランス、イル＝ド＝フランス地域圏、イヴリーヌ県のコミューン。

## 地理
イヴリーヌ県の住宅地であるルーヴシエンヌは、セーヌ川丘陵地帯にありパリから約10km、ヴェルサイユとサン＝ジェルマン＝アン＝レーの間に位置する。面積537ヘクタールのうち、260ヘクタールが自然地である。
ルーヴシエンヌは道路・鉄道との接続が良い。コミューンの東から西へトランジリアンL線が横断する。バス路線もある。国内の主要道、A13、高速道13号線、高速道186号線が通る。
コミューンの低地ではセーヌ川が境界となっている。自然地は、過去の歴史とつながりのある多くの城があることが特徴となっているだけでなく、公園や森林もある。都市化は高速道沿いにや特に鉄道沿線に集中している。その都市成長は、自然保護区の人口密度、かつての地下採石場の存在、そしてキノコ栽培業者によって制限が加わっている。住宅の44%が5部屋かそれ以上持つ大規模な物件である。住宅の所有者が住む住宅が大半の62.8%を占める。

## 歴史

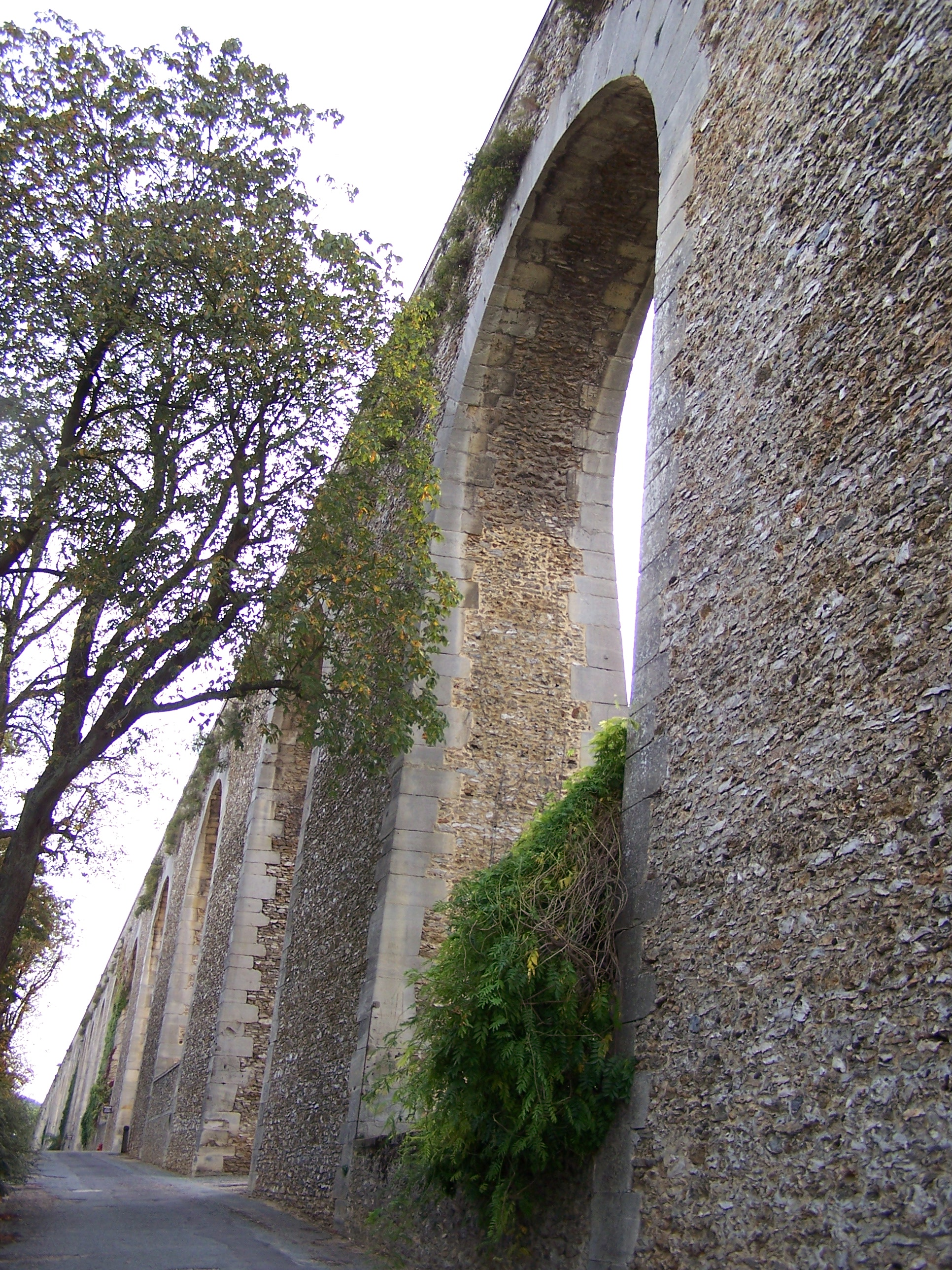
ルーヴシエンヌ水道橋

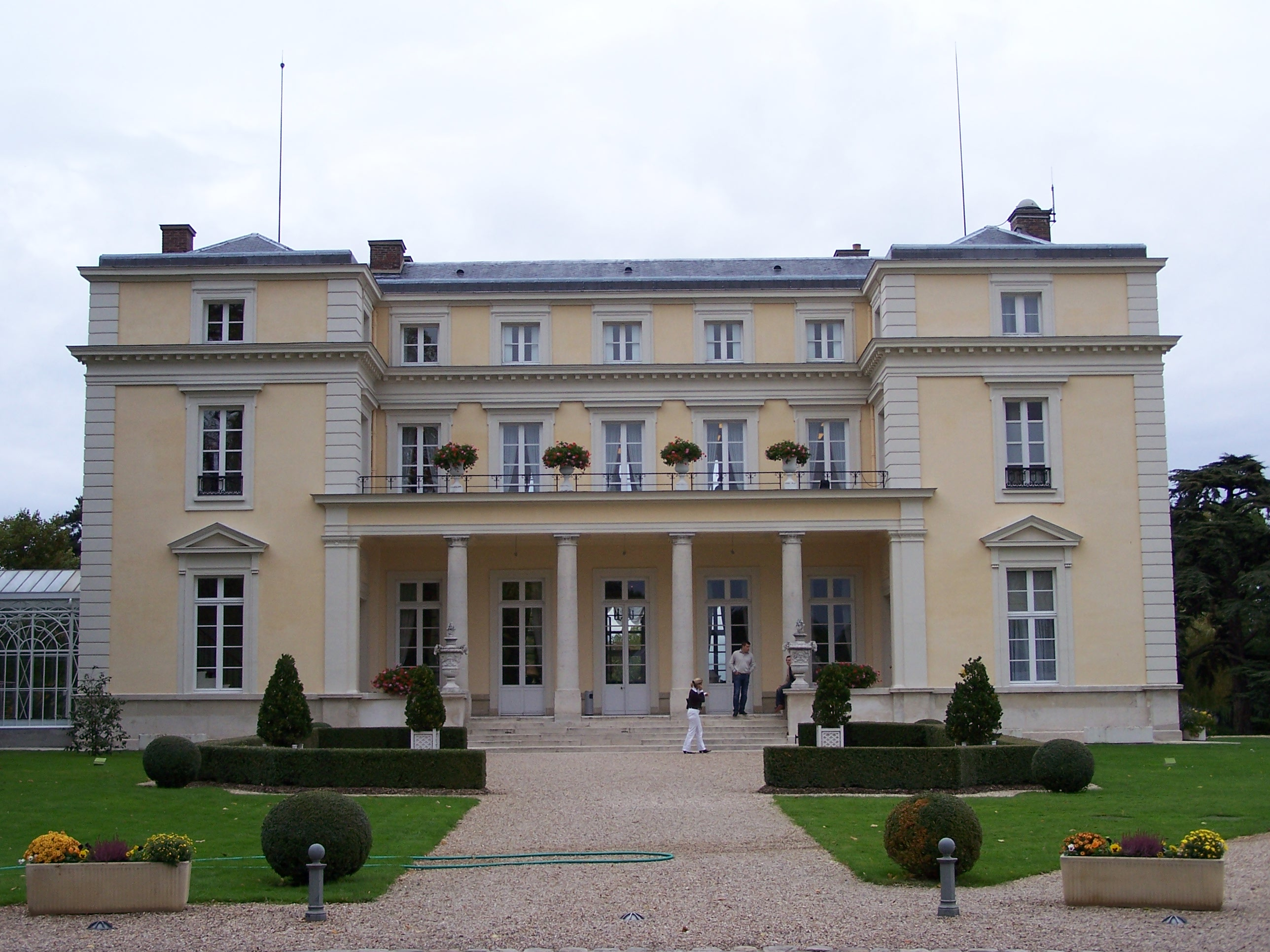
ヴォワザン城

イヴリーヌ県の多くのコミューンと同様に、ルーヴシエンヌは11世紀にサン＝ドニ修道院に依存していた。
セーヌ川沿いの斜面でブドウや果樹を栽培する小さな農村であり、その覚醒は17世紀に起きた。ルイ14世が宮廷をヴェルサイユ宮殿に移し、マルリー城を建設したのである。1681年から1684年にかけマルリーの機械が建設され、村の日常生活が破壊された。ブージヴァルで汲み上げられたセーヌ川の水はパイプ内まで吸い上げられ、高地に設計された水道橋を通じて各自治体に張り巡らされた。城の多くはかつてLuciennesと呼ばれていた村に建設された。名称は18世紀にLouvetienneとなった。
19世紀、村は再び眠りにつき、印象派の画家カミーユ・ピサロやアルフレッド・シスレーのおかげで新しい名声を得ることとなった。普仏戦争中の1870年、パリ包囲戦が起こり、水道橋の有名なアーチは展望台として利用された。ギヨームという人物は、水道橋の下を通過中に爆弾攻撃を受けて死亡した最初の人物だったが、水道橋は無傷だった。
初めて接続された鉄道路線はサン＝ジェルマン＝アン＝レーからのもので、2番目にブージヴァルとルーヴシエンヌを経由するサン・ノム・ラ・ブレテシュからの路線だった。これにより、ブルジョワ階級がルーヴシエンヌに別荘や小さなマノワールを建設するようになった。

## 人口統計
| 1962年 | 1968年 | 1975年 | 1982年 | 1990年 | 1999年 | 2006年 |
| ------ | ------ | ------ | ------ | ------ | ------ | ------ |
| 4226   | 4475   | 7488   | 7338   | 7446   | 7110   | 7234   |

参照元:1962年までCassini de l'EHESS、1968年からINSEE · 

## 史跡
- ルーヴシエンヌ水道橋 - 設計はジュール・アルドゥアン＝マンサール。
- ヴォワザン城 - 一時期ルイーズ・エリザベート・ド・ブルボン＝コンデが所有。現在はBNPパリバが所有し、研修センターとなっている。
- シャトー・デュ・マダム・デュ・バリー - デュ・バリー夫人が一時期所有者だった。
- ルーヴシエンヌ城 - 一時期、画家エリザベート＝ルイーズ・ヴィジェ＝ルブランが庭園内のパヴィヨンをスタジオとしていた

## ゆかりの人物

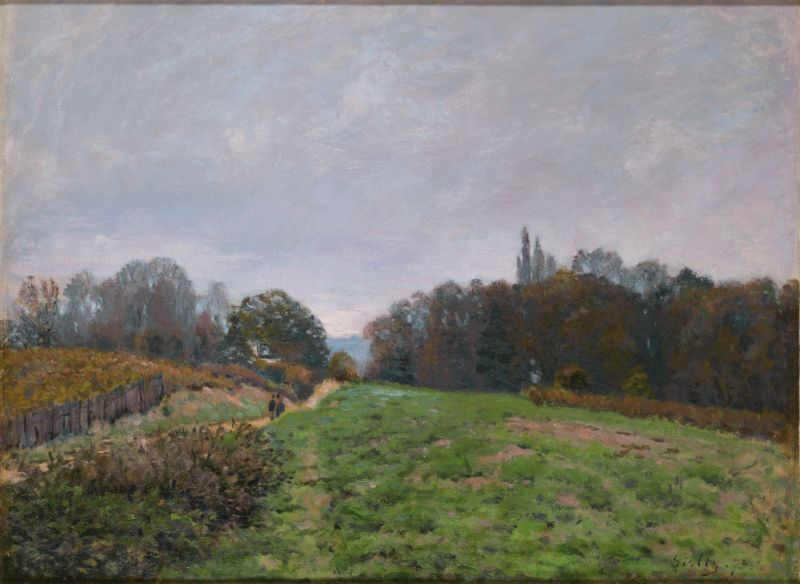
ルーヴシエンヌの風景、シスレー画。国立西洋美術館蔵

- ルイーズ・エリザベート・ド・ブルボン＝コンデ - コンデ公一族。ルーヴシエンヌのヴォワザン城の城主
- デュ・バリー夫人 - ルイ15世の公妾。フランス革命で一時居住滞在
- エリザベート＝ルイーズ・ヴィジェ＝ルブラン - 女流画家、宮廷画家。居住
- ルイ・ド・ブロイ - 物理学者、ノーベル賞。居住
- ルコント・ド・リール - 詩人。ルーヴシエンヌで死去
- カミーユ・サン＝サーンス - 作曲家。一時期居住
- カミーユ・ピサロ - 画家、印象派。一時期居住
- オーギュスト・ルノワール - 画家、印象派。一時期居住
- アルフレッド・シスレー - 画家、印象派。一時期滞在
- アナイス・ニン - 女流作家、性愛小説家。一時期居住
- フランソワ・コティ - 香水王。居住し同地で死去

## 姉妹都市
- メーアスブルク、ドイツ
- ヴァマ、ルーマニア
- ラドレット、イギリス